# Валя-Путней
Валя-Путней (рум. Valea Putnei) — село у повіті Сучава в Румунії. Входить до складу комуни Пожорита.
Село розташоване на відстані 343 км на північ від Бухареста, 68 км на захід від Сучави.

## Населення
За даними перепису населення 2002 року у селі проживали 364 особи, усі — румуни. Усі жителі села рідною мовою назвали румунську.